# Colliers Wood (metropolitana di Londra)
Colliers Wood è una stazione della metropolitana di Londra situata sulla linea Northern.

## Storia
La stazione è stata aperta al pubblico a settembre del 1926 dalla City & South London Railway (CSLR).
L'edificio della stazione è stato progettato da Charles Holden in stile modernista, rivestito con pietra bianca di Portland e con una vetrata sulla facciata interrotta da colonne i cui capitelli riproducono il simbolo della metropolitana londinese, riprodotto anche sulla vetrata stessa.
L'edificio è un Monumento classificato di grado II, al pari di altre stazioni di Holden come Clapham South, Balham, Tooting Bec, Tooting Broadway e South Wimbledon.
Nelle vicinanze della stazione è presente la stazione di bus di Merton, aperta nel 1913, e il pub "The Charles Holden", così chiamato in onore dell'architetto della stazione.

## Strutture e impianti
Situata all'angolo tra Merton High Street (la A24) e Christchurch Road, la stazione si trova tra le stazioni di Tooting Broadway e South Wimbledon.
La stazione rientra nella Travelcard Zone 3.

## Interscambi
Nelle vicinanze della stazione effettuano fermata alcune linee urbane automobilistiche, gestite da London Buses.
- Fermata autobus

## Galleria d'immagini

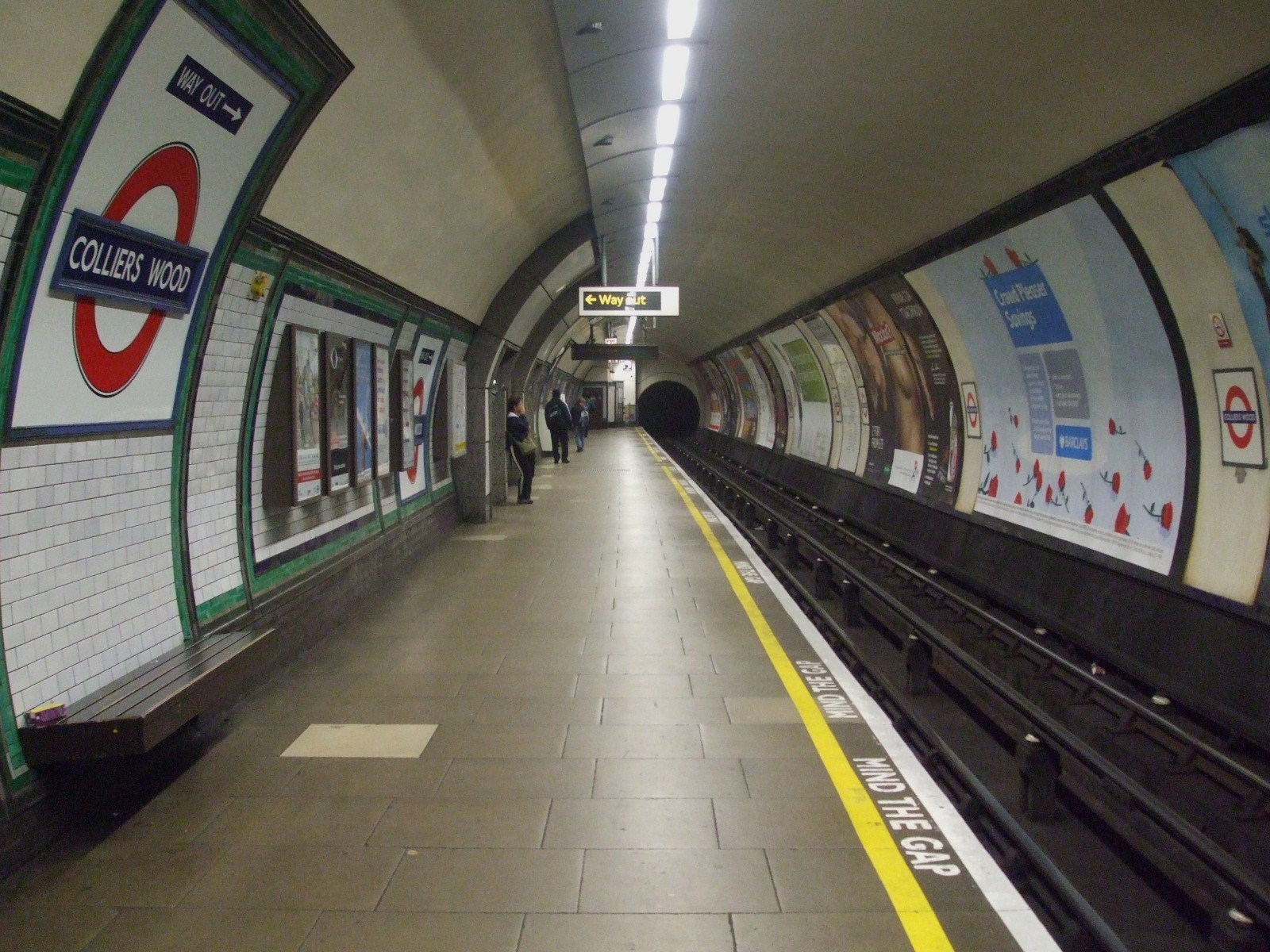
Il binario nord
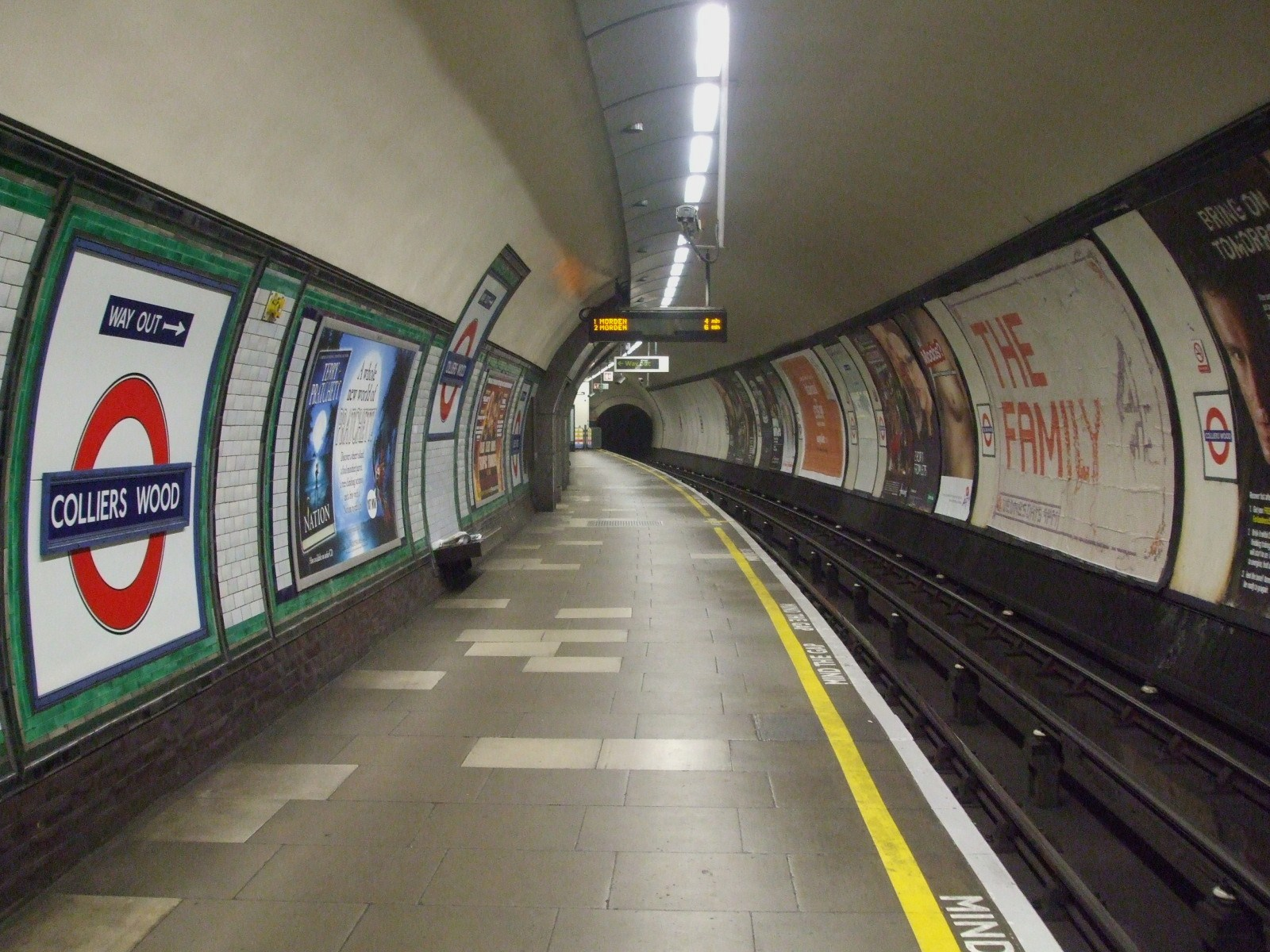
Il binario sud
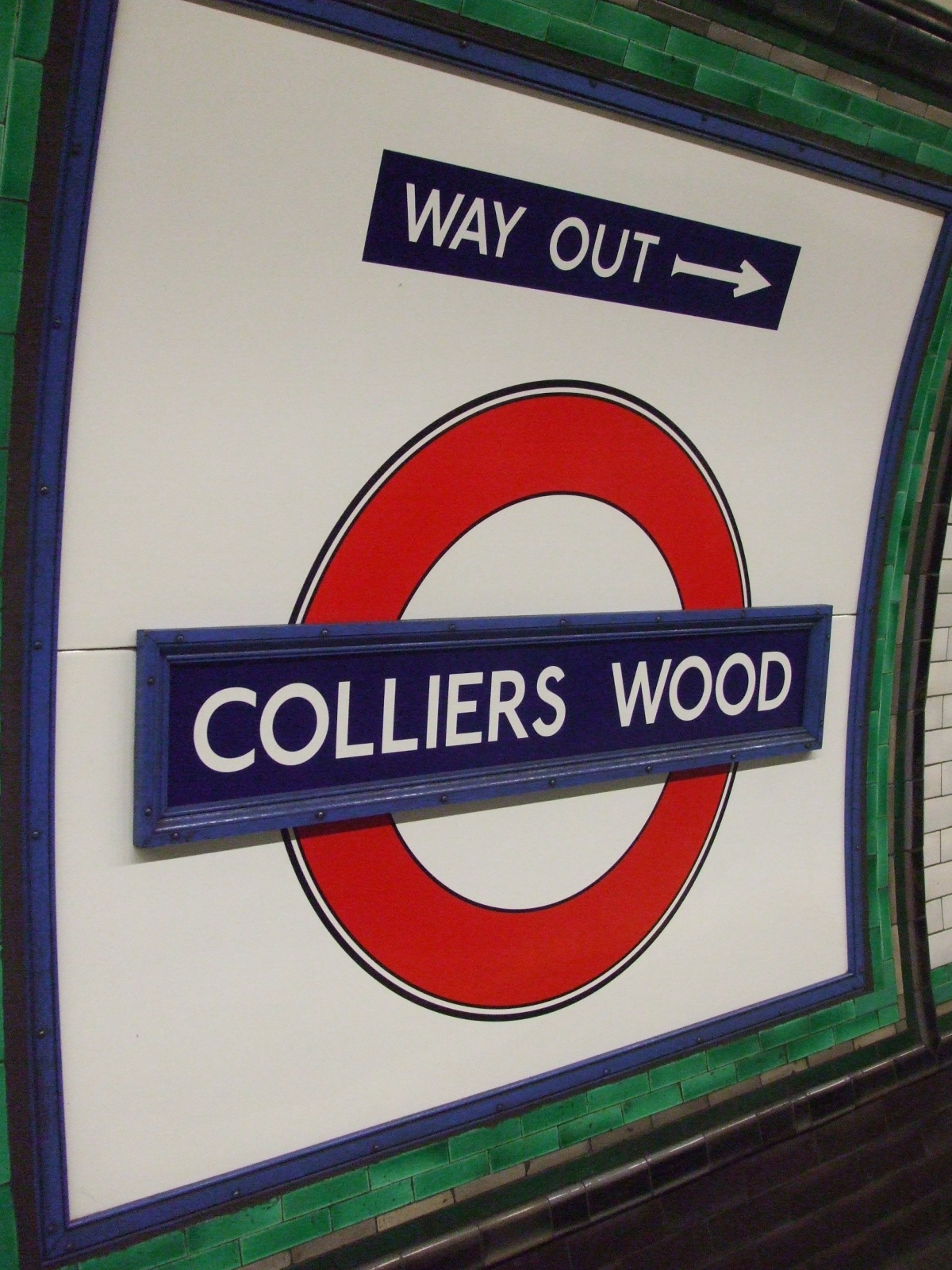
Il nome della stazione sul logo della metropolitana di Londra